# Walter Grauman
Walter Grauman (ur. 17 marca 1922, zm. 20 marca 2015) – amerykański reżyser filmowy.

## Filmografia
Seriale
- 1955: Matinee Theater
- 1960: Route 66
- 1963: Prawo Burke’a
- 1973: Bernaby Jones
- 1984: Napisała: Morderstwo
- 1994: Prawo Burke’a

Filmy
- 1957: The Disembodied
- 1968: Nick Quarry
- 1980: Pałac gier
- 1990: Nightmare on the 13th Floor